# Северен мишелов
Северният мишелов, също Гащат мишелов (Buteo lagopus) е средно голяма дневна граблива птица от семейство Ястребови (Accipitridae).

## Физическа характеристика
Дължината на тялото му е 55 см, размахът на крилете 145 см и тежи 1200 г. Може да се сбърка с обикновения мишелов. Понякога стои неподвижно във въздуха, подобно на керкенезите.

## Разпространение
Среща се в Европа (включително България), Азия и Северна Америка. Обитава тундра и степи.

## Начин на живот и хранене
Прелетни птици, в България зимува. Храни се предимно с дребни бозайници и друга подобна по размери плячка.

## Размножаване
Моногамни птици. Гнездото си строи на земята, скали и по-рядко на дърветата. Обикновено използва гнездото от предишната година. То е солидно, построено от клони и застлано с гъста суха трева. Снася 2-7 бели изпъстрени със светлокафяви петънца яйца, които мътят и двамата родители в продължение на около 28-30 дни. В първите 14 дни, само майката храни малките. По-късно и двамата родители започват да оставят храната просто на ръба на гнездото. Малките напускат гнездото на 35-дневна възраст и родителите ги хранят още известно време.

## Допълнителни сведения
На територията на България е защитен от закона вид.